# Whiplash (aespa歌曲)
Whiplash（直译：鞭笞 / 鞭打）是韓國女子音樂組合aespa第五韓語迷你專輯《Whiplash》的主打歌曲。由SM娛樂製作，於2024年10月21日公開。

## 背景與發行
2024年9月23日，SM娛樂宣布Aespa將於10月21日發行她們的第五張迷你專輯《Whiplash》，其中主打歌曲同名為〈Whiplash〉。10月11日，官方公布了專輯曲目列表，並發布了精選片段的試聽影片。9天後，歌曲的音樂錄影帶預告片公開。10月21日，歌曲正式隨專輯一起發行，同時釋出了完整的音樂錄影帶。
2025年3月27日，SM娛樂宣布推出英文版單曲，並於當天下午1點於各大音樂平台正式上線。該版本亦將於2025年3月29日於美國洛杉磯舉行的《告示牌音樂界中的女性》頒獎典禮中首次公開演出。此外，英文版單曲中收錄由世界知名DJ兼製作人Steve Aoki重新編曲的版本，該版本融合了Tech House風格節奏，展現出不同於原曲的聲音魅力與成員個性化的演繹。

## 製作
〈Whiplash〉由XYXX的Leslie填詞，Neil Ormandy與Lewis Jankel共同作曲及編曲，並由Marcus "MarcLo" Lomax與Rosina "Soaky Siren" Russell參與作曲工作。這是一首以EDM為基礎的歌曲，特色在於強烈而快速的低音與浩室音樂節奏。歌詞傳遞了「不被既有框架束縛，依照自己的標準與方向勇敢前行」的主題。

## 商業表現
〈Whiplash〉於2024年10月20日至26日當週在韓國Circle數位榜單上首週排名第4。在其分榜中，下載榜排名第2、串流榜第6，以及BGM榜第7。此外，該曲於2024年11月2日的Billboard South Korea Songs榜單上排名第7。
在日本，該曲於2024年10月30日的Billboard Japan Hot 100排名第13；其下載榜排名第23，串流榜則排名第12。在Oricon綜合單曲榜，該曲於2024年11月4日當週排名第15。
在新加坡，〈Whiplash〉於2024年10月18日至24日當週的新加坡唱片業協會榜單中，串流榜排名第19，地區榜則排名第6。於Billboard Singapore Songs榜單，該曲於2024年11月2日排名第19。
在馬來西亞，〈Whiplash〉於Billboard Malaysia Songs榜單同樣在2024年11月2日排名第23。在香港，該曲於Billboard Hong Kong Songs榜單排名第8；在台灣，於Billboard Taiwan Songs榜單排名第6。
此外，該曲於2024年10月28日當週登上紐西蘭新西兰唱片音乐协会熱門單曲榜第12名。在英國，於OCC的UK Indie Breakers榜單排名第14，單曲下載榜第37，以及單曲銷售榜第40。
在全球，〈Whiplash〉於2024年11月2日的Billboard Global 200排名第30，於Billboard Global Excl. US則排名第18。

## 宣傳活動
2024年10月21日，《Whiplash》正式發行前，Aespa透過YouTube、TikTok和Weverse舉行了一場直播活動，向粉絲介紹迷你專輯《Whiplash》及其收錄的歌曲，包括主打歌《Whiplash》。這場直播不僅是宣傳的重要環節，還讓粉絲有機會與成員們進行即時互動。
發行後，Aespa開始展開為期兩週的宣傳活動。第一週，她們依次登上了Mnet《M Countdown》（10月24日）、MBC《Show! 音樂中心》（10月26日）以及 SBS《人气歌谣》（10月27日）進行表演。第二週，Aespa繼續於 KBS《音乐银行》（11月1日）進行演出，並獲得一位的佳績，隨後再度登上MBC《Show! 音樂中心》（11月2日）表演。

## 獲獎
| 日期           | 日期     | Ref.   |
| -------------- | -------- | ------ |
| Show Champion  | 10月30日 | [ 30 ] |
| 音乐银行       | 11月1日  | [ 28 ] |
| 人气歌谣       | 11月17日 | [ 31 ] |
| 人气歌谣       | 11月24日 | [ 32 ] |
| 人气歌谣       | 12月1日  | [ 33 ] |
| Show! 音樂中心 | 11月30日 | [ 34 ] |

## 榜單成績

### 音源榜
| 音源榜                                                        | 最高名次 | 最高名次 | 最高名次 | 最高名次 | 最高名次 | 來源 |
| 音源榜                                                        | 實時榜   | TOP100   | 日榜     | 週榜     | 月榜     | 來源 |
| ------------------------------------------------------------- | -------- | -------- | -------- | -------- | -------- | ---- |
| iChart                                                        | 2        |          |          | 2        |          |      |
| Melon                                                         | 1        | 2        | 2        | 2        | 2        |      |
| Genie                                                         | 1        |          | 2        | 2        |          |      |
| Bugs                                                          | 1        |          | 1        | 1        |          |      |
| Flo                                                           | 2        |          |          |          |          |      |
| VIBE                                                          |          |          | 2        |          |          |      |
| YouTube                                                       |          |          |          | 2        |          |      |
| - 「*」：打榜中 - 「/」：未入榜 - 「 」：該段時期未設立排行榜 |          |          |          |          |          |      |

| 榜单 (2024)                          | 最高 排名 |
| 92                                   |           |
| ------------------------------------ | --------- |
| 加拿大（Canadian Hot 100）           | 90        |
| 全球（Billboard Global 200）         | 8         |
| 香港 (Billboard)                     | 3         |
| 印度尼西亚 (ASIRI)                   | 50        |
| 日本 (Japan Hot 100)                 | 7         |
| 日本 Japan Combined Singles (Oricon) | 8         |
| 马来西亚 (Billboard)                 | 8         |
| 荷兰 (Global Top 40)                 | 28        |
| 新西兰 热门单曲 (RMNZ)               | 12        |
| 菲律宾 (Philippines Hot 100)         | 54        |
| 新加坡 (RIAS)                        | 7         |
| 韩国 (Circle)                        | 2         |
| 台湾 (Billboard)                     | 2         |
| 英国 UK Indie Breakers (OCC)         | 14        |
| 英國（官方榜单公司下載榜）           | 37        |
| 英国 UK Singles Sales (OCC)          | 40        |

| 榜单 (2024)   | 最高 排名 |
| ------------- | --------- |
| 韩国 (Circle) | 17        |

## 發行歷史
| 發行地區 | 發行日期       | 發行方式 | 廠牌                      |
| -------- | -------------- | -------- | ------------------------- |
| 全球     | 2024年10月21日 | 數位下載 | SM娛樂 Kakao娛樂 華納唱片 |